# Temps imaginari
El temps imaginari és una representació matemàtica del temps que apareix en alguns estudis de relativitat especial i de mecànica quàntica. S'utilitza per a connectar la mecànica quàntica amb la mecànica estadística així com en determinades teories cosmològiques.
Matemàticament, el temps imaginari és el temps real al qual li ha estat aplicat una rotació de Wick de manera que les seves coordenades es multipliquen per la unitat imaginària i. El temps imaginari no és imaginari en el sentit que és irreal o inventat (com no serien tampoc "irracionals", per exemple, els nombres irracionals), sinó que el seu nom indica que el temps s'expressa simplement en termes d'allò que els matemàtics anomenen nombres imaginaris.

## Terminologia
En matemàtiques, la unitat imaginària {\displaystyle i} és l'arrel quadrada de {\displaystyle -1}, de manera que {\displaystyle i^{2}} es defineix com {\displaystyle -1}. Un nombre que és múltiple directe de {\displaystyle i} es coneix com a nombre imaginari.
De la mateixa manera, en determinades teories físiques, els períodes es multipliquen per {\displaystyle i}. Matemàticament, un període imaginari {\textstyle \tau } es pot obtenir a partir del temps real {\textstyle t} mitjançant una rotació de Wick {\textstyle \pi /2} en el pla complex: {\textstyle \tau =it}.
Stephen Hawking va popularitzar el concepte de temps imaginari al seu llibre L'univers en una closca de nou:
| « | Algú podria pensar que això vol dir que els nombres imaginaris són només un joc matemàtic que no té res a veure amb el món real. Des del punt de vista de la filosofia positivista, però, no es pot determinar què és real. Tot el que es pot fer és trobar quins models matemàtics descriuen l'univers en el qual vivim. Resulta que un model matemàtic que inclou el temps imaginari prediu no només efectes que ja hem observat, sinó també efectes que no hem pogut mesurar, però què creiem que existeixen per d'altres motius. Doncs, què és real i què és imaginari? La distinció és només a la nostra ment? | » |

De fet, els termes "real" i "imaginari" per als nombres són només un accident històric, igual que els termes "racional" i "irracional":
| « | "...les paraules real i imaginari són relíquies pintoresques d'una època en què la naturalesa dels nombres complexos no s'entenia correctament". | » |

## En cosmologia

### Derivació
En el model espai-temps de Minkowski adoptat per la teoria de la relativitat, l'espai-temps es representa com una superfície o varietat de quatre dimensions. L'equivalent en quatre dimensions d'una distància en l'espai tridimensional s'anomena interval. Suposant que un període específic es representa com un nombre real, de la mateixa manera que es fa amb una distància en l'espai, un interval {\displaystyle d} en l'espai-temps relativista ve donat per la fórmula habitual però amb el temps negatiu:{\displaystyle d^{2}=x^{2}+y^{2}+z^{2}-t^{2}}on {\displaystyle x}, {\displaystyle y} i {\displaystyle z} són distàncies al llarg de cada eix espacial i {\displaystyle t} és un període o "distància" al llarg de l'eix del temps (estrictament, la coordenada del temps és {\displaystyle (ct)^{2}} on {\displaystyle c} és la velocitat de la llum, però convencionalment es trien unitats naturals tals que {\displaystyle c=1}). Matemàticament, això és equivalent a escriure{\displaystyle d^{2}=x^{2}+y^{2}+z^{2}+(it)^{2}}En aquest context, {\displaystyle i} pot ser acceptat com una característica de la relació entre l'espai i el temps real, com s'ha indicat anteriorment, o, alternativament, es pot incorporar al mateix temps, de manera que el valor del temps és en si mateix un nombre imaginari, denotat per {\displaystyle \tau }. En aquest darrer cas, l'equació es pot reescriure de forma normalitzada com:{\displaystyle d^{2}=x^{2}+y^{2}+z^{2}+\tau ^{2}}De la mateixa manera, el seu quadrivector es pot escriure com{\displaystyle (x_{0},x_{1},x_{2},x_{3})}on les distàncies es representen amb {\displaystyle x_{n}}, i {\displaystyle x_{0}=ict}, on {\displaystyle c} és la velocitat de la llum i el temps és imaginari.

### Aplicació a la cosmologia
Hawking va assenyalar el 1971 la utilitat en determinades situacions de rotar intervals de temps en una mètrica imaginària.
En cosmologia física, el temps imaginari es pot incorporar a certs models de l'univers que són solucions a les equacions de la relativitat general. En particular, el temps imaginari pot ajudar a suavitzar les singularitats gravitatòries, on les lleis físiques conegudes es trenquen, per eliminar la singularitat i evitar aquestes ruptures (estat de Hartle-Hawking). El big-bang, per exemple, apareix com una singularitat en el temps ordinari però, quan es modela amb el temps imaginari, la singularitat es pot eliminar i el big-bang funciona com qualsevol altre punt d'l'espai-temps de quatre dimensions. Qualsevol límit de l'espai-temps és una forma de singularitat, on la naturalesa suau de l'espai-temps es trenca. Amb totes aquestes singularitats eliminades, l'Univers no pot tenir límits, i Stephen Hawking va especular que "la condició límit de l'Univers és que no té límits".
Tanmateix, la naturalesa no provada de la relació entre el temps físic real i el temps imaginari incorporada en aquests models ha suscitat crítiques. Roger Penrose ha assenyalat que cal que hi hagi una transició de la mètrica Riemanniana (sovint anomenada "euclidiana" en aquest context) amb temps imaginari al big-bang a una mètrica Lorentziana amb temps real per a l'Univers en evolució. A més, les observacions modernes suggereixen que l'Univers és obert i mai tornarà a encongir-se en un Big Crunch. Si això fos el cas, llavors el límit del final del temps encara es mantindria.

## En mecànica estadística quàntica
Les equacions del camp quàntic es poden obtenir prenent la transformada de Fourier de les equacions de la mecànica estadística. Com que la transformada de Fourier d'una funció apareix normalment com la seva inversa, les partícules puntuals de la mecànica estadística es converteixen, sota una transformada de Fourier, en oscil·ladors harmònics infinitament estesos de la teoria quàntica de camps. La funció de Green d'un operador diferencial lineal no homogeni, definit en un domini amb condicions inicials o condicions de contorn especificades, és la seva resposta impulsiva, i matemàticament definim les partícules puntuals de la mecànica estadística com a funcions delta de Dirac, és a dir, com a impulsos. A una temperatura finita {\displaystyle T}, les funcions de Green són periòdiques en temps imaginari amb un període de {\textstyle 2\beta =2/T}. Per tant, les seves transformades de Fourier contenen només un conjunt discret de freqüències anomenades freqüències de Matsubara.
La connexió entre la mecànica estadística i la teoria quàntica de camps també es veu en l'amplitud de la transició {\textstyle \langle F\mid e^{-itH}\mid I\rangle } entre un estat inicial I i un estat final F, on H és l'Hamiltonià d'aquest sistema. Comparant això amb la funció de partició {\textstyle Z=\operatorname {Tr} e^{-\beta H}} mostra que aquesta darrera es pot derivar de les amplituds de transició mitjançant la substitució {\textstyle t=\beta /i}, assignant-hi F = I = n i sumant sobre n. Això evita la necessitat de fer el doble treball d'avaluar tant les propietats estadístiques com les amplituds de transició.
Finalment, utilitzant una rotació Wick es pot demostrar que la teoria de camp quàntica euclidiana en l'espai-temps (D+1)-dimensional no és més que la mecànica estadística quàntica a l'espai D-dimensional.